# Washington County (Alabama)
Washington County ist ein County im Bundesstaat Alabama der Vereinigten Staaten. Der Verwaltungssitz (County Seat) ist Chatom. Das County gehört zu den Dry Countys, was bedeutet, dass der Verkauf von Alkohol eingeschränkt oder verboten ist.

## Geographie
Das County fast im äußersten Südwesten von Alabama, grenzt im Westen an Mississippi und hat eine Fläche von 2819 Quadratkilometern, wovon 20 Quadratkilometer Wasserfläche sind. Es grenzt in Alabama im Uhrzeigersinn an folgende Countys: Choctaw County, Clarke County, Baldwin County und Mobile County.

## Geschichte
Washington County wurde am 4. Juni 1800 aus Teilen des Mississippi-Territoriums gebildet. Benannt wurde es nach dem Präsidenten George Washington. Der erste Sitz der County-Verwaltung war in McIntosh’s Bluff, danach Wakefield und St. Stephens. Heute ist es Chatom.
Drei Bauwerke und Stätten im County sind im National Register of Historic Places (NRHP) eingetragen (Stand 14. April 2020): die McIntosh Log Church, die Old St. Stephens Site und das Washington County Courthouse.

## Demographische Daten

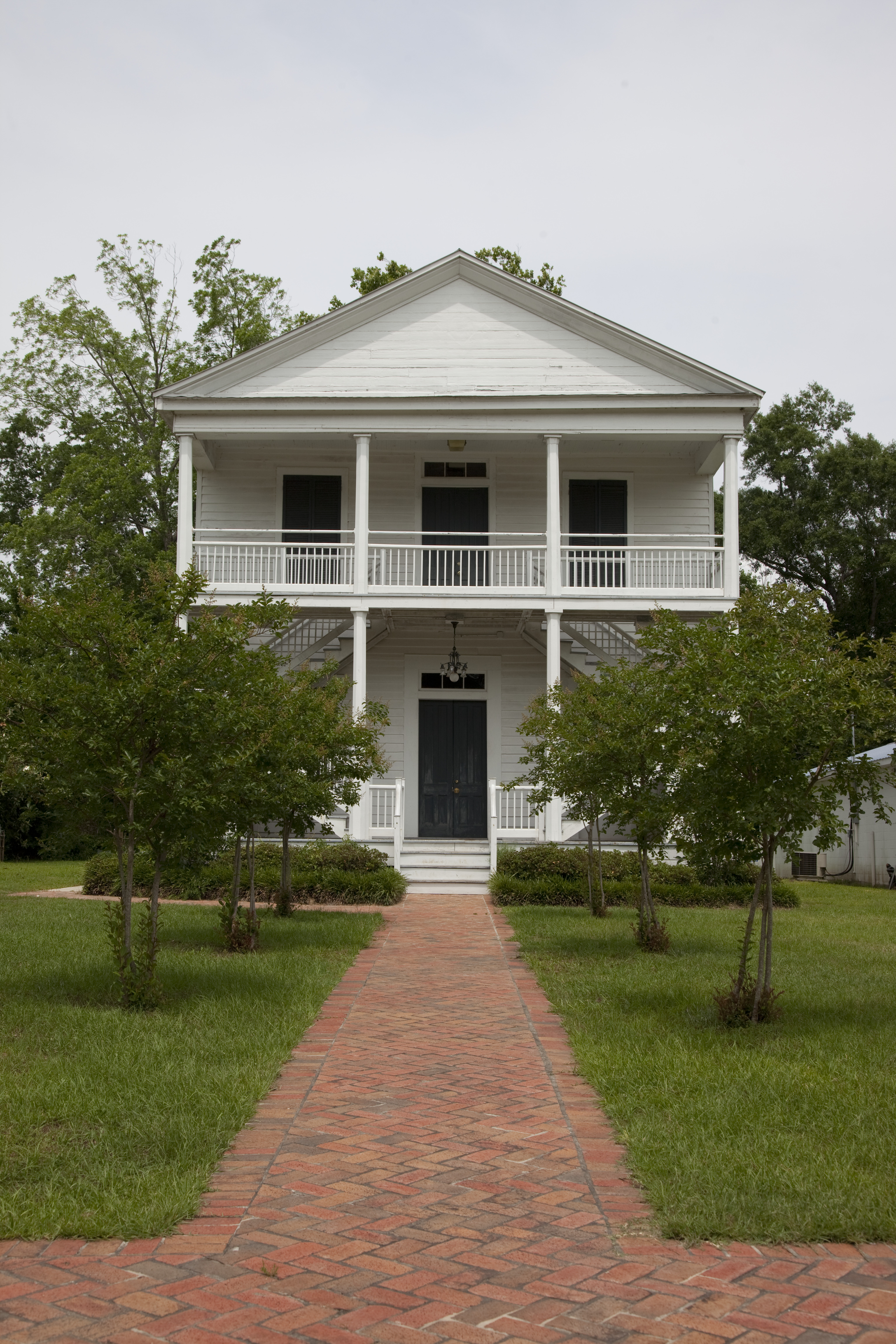
Ehemaliges Washington County Courthouse, gelistet im NRHP

Nach der Volkszählung aus dem Jahr 2000 lebten im Washington County 18.097 Menschen. Davon wohnten 84 Personen in Sammelunterkünften, die anderen Einwohner lebten in 6.705 Haushalten und 5.042 Familien. Die Bevölkerungsdichte betrug 6 Einwohner pro Quadratkilometer. Ethnisch betrachtet setzte sich die Bevölkerung zusammen aus 64,98 Prozent Weißen, 26,89 Prozent Afroamerikanern, 7,12 Prozent amerikanischen Ureinwohnern, 0,06 Prozent Asiaten, 0,03 Prozent Bewohnern aus dem pazifischen Inselraum und 0,05 Prozent aus anderen ethnischen Gruppen; 0,87 Prozent stammten von zwei oder mehr Ethnien ab. 0,88 Prozent der Bevölkerung waren spanischer oder lateinamerikanischer Abstammung.
Von den 6.705 Haushalten hatten 37,9 Prozent Kinder und Jugendliche unter 18 Jahren, die bei ihnen lebten. In 59,1 Prozent lebten verheiratete, zusammen lebende Paare, 12,5 Prozent waren allein erziehende Mütter, 24,8 Prozent waren keine Familien, 22,8 Prozent aller Haushalte waren Singlehaushalte und in 10,1 Prozent lebten Menschen im Alter von 65 Jahren oder darüber. Die Durchschnittshaushaltsgröße betrug 2,69 und die durchschnittliche Familiengröße betrug 3,17 Personen.
28,7 Prozent der Bevölkerung waren unter 18 Jahre alt, 8,6 Prozent zwischen 18 und 24, 27,4 Prozent zwischen 25 und 44, 22,9 Prozent zwischen 45 und 64 und 12,4 Prozent waren 65 Jahre oder älter. Das Durchschnittsalter betrug 35 Jahre. Auf 100 weibliche Personen kamen 96,1 männliche Personen und auf Frauen im Alter von 18 Jahren und darüber kamen 91,1 Männer.
Das jährliche Durchschnittseinkommen eines Haushalts betrug 30.815 USD, das Durchschnittseinkommen einer Familie 37.881 USD. Männer hatten ein Durchschnittseinkommen von 35.237 USD, Frauen 18.337 USD. Das Prokopfeinkommen betrug 14.081 USD. 14,8 Prozent der Familien und 18,5 Prozent der Einwohner lebten unterhalb der Armutsgrenze.

## Orte im Washington County
- Barlow
- Bashi
- Bassetts Creek
- Bigbee
- Burbank
- Calvert
- Carpenter
- Carson
- Chapel Hill
- Chatom
- Chestang
- Copeland
- Cortelyou
- Deer Park
- Dunbar
- Dwight
- Escatawpa
- Fairford
- Four Point
- Frankville
- Fruitdale
- Happy Hill
- Hawthorn
- Healing Springs
- Jordan
- Koenton
- Leroy
- Loper
- Malcolm
- McIntosh
- Mehaphy
- Millry
- Prestwick
- Reid Settlement
- Rutan
- Saint Stephens
- Seaboard
- Shady Grove
- Silver Cross
- Sims Chapel
- Sunflower
- Tibbie
- Toinette
- Topton
- Uniform
- Vinegar Bend
- Wagar
- Wagarville
- Walley
- Yarbo
- Yellow Pine